# نان و آزادی
نان و آزادی (به روسی: Хлеб и Воля، تلفظ‌شده: خلب ای وُلیا) نام گروهی از آنارشیست‌های (اقتدارگریزهای) کمونیست بود که تأثیر زیادی بر جنبش انقلابی در روسیه داشتند.

## پیشینه
پیش از شکل‌گیری گروه «نان و آزادی»، گروهی به‌نام «آنارشیست‌های روسی در تبعید» در سال ۱۹۰۰ در ژنو توسط مهاجران آنارشیست روس بنیان‌گذاری شد. هدف این گروه سرنگونی حکومت تزاری و انجام انقلاب اجتماعی بود. از رهبران این گروه می‌توان به مندِل دایِنوف، گئورگی و لیدیا گوگلیا اشاره کرد.
در سال ۱۹۰۳، زوج گوگلیا گروهی از آنارشیست‌های کمونیست را با نام «نان و آزادی» در ژنو تشکیل دادند. این گروه، که با حمایت چهره‌هایی مانند پتر کروپوتکین، ام.آی. گولدسمیت و وارلام چرکزیشویلی همراه بود، موفق شد نخستین نشریه آنارشیستی روسی در خارج از کشور را با همین نام منتشر کند.
در سال ۱۹۰۴ و در نخستین ماه‌های انقلاب ۱۹۰۵ روسیه، بیشتر گروه‌های آنارشیست از پیروان نظریه آنارشیسم کمونیستی «نان و آزادی» بودند.

## تاکتیک‌ها
در نخستین کنگره گروه در لندن (دسامبر ۱۹۰۴)، راهبرد و اهداف آن‌ها در انقلاب به‌طور شفاف اعلام شد: «انقلاب اجتماعی، یعنی نابودی کامل سرمایه‌داری و حکومت، و جایگزینی آن با آنارشیسم کمونیستی.» آغاز انقلاب می‌بایست با اعتصاب سراسری تهی‌دستان در شهرها و روستاها همراه باشد.
روش‌های اصلی مبارزه آنارشیستی در روسیه، «خیزش و حمله مستقیم، چه به‌صورت جمعی و چه فردی، به ستمگران و بهره‌کشان» اعلام شد. سازمان‌دهی آنارشیستی نیز بر پایه «پیمان داوطلبانه میان افراد و گروه‌ها» تعریف شد.
اعضای گروه، همکاری با دیگر احزاب انقلابی روسیه را رد کرده و تأکید داشتند که آنارشیست‌ها باید حزب مستقل خود را داشته باشند. کروپوتکین در همین کنگره برای نخستین‌بار ایده تشکیل یک حزب آنارشیستی مستقل در روسیه را مطرح کرد.
در دومین کنگره (۱۷–۱۸ سپتامبر ۱۹۰۶ در لندن)، قطع‌نامه‌ای به قلم کروپوتکین تصویب شد که وظایف آنارشیست‌ها را در انقلاب تبیین می‌کرد. آن‌ها با شرکت در نهادهایی چون دومای دولتی یا مجلس مؤسسان به‌شدت مخالف بودند و «اقدام مستقیم و مخرب توده‌ها» را بر دیگر روش‌ها ترجیح می‌دادند.
در قطع‌نامه‌ای به نام «دربارهٔ اقدامات اعتراضی فردی و جمعی» که توسط ولادیمیر زابرژنِف نوشته شد، استفاده از ترور تنها در موارد دفاع از خود مجاز دانسته شد، هرچند اقتدارگریزهای «ایدئولوژیک» به‌طور کلی با استفاده از ترور برای تغییر نظام حاکم مخالف بودند.

## مبانی نظری
اصول اصلی گروه «نان و آزادی» عبارت بودند از:
- هرگونه دولت، نه‌تنها بی‌فایده بلکه زیان‌بار است.
- باید جامعه‌ای کمونیستی و ضددولتی ایجاد کرد.
- تنها از راه انقلاب اجتماعی می‌توان به نابودی سرمایه‌داری و دولت دست یافت.
- هیچ مرحله میانی برای رسیدن به هدف پذیرفته نیست.
- اعتصاب سراسری در شهر و روستا باید آغازی برای انقلاب سیاسی و کمونیستی باشد.
- وحدت جنبش آنارشیستی باید از راه اتحاد آزاد گروه‌های هم‌فکر به‌وجود آید که در صورت اختلاف، بتوانند بدون فشار از یکدیگر جدا شوند.

## جامعه آرمانی
در نگاه اعضای «نان و آزادی»، جامعه پس از سرنگونی تزار باید مبتنی بر الگوی آنارشیسم کمونیستی باشد: فدراسیونی از کمون‌ها که بر اساس پیوندهای آزادانه شکل گرفته‌اند. آزادی کامل فردی باید تضمین شود، و نخستین اقدام پس از انقلاب، مصادره تمام ابزارهای استثمار خواهد بود.
آنان باور داشتند که آزادی حداکثری فردی، به شکوفایی اقتصادی جامعه خواهد انجامید، زیرا کار آزادانه موجب افزایش بهره‌وری می‌شود. ویژگی‌های جامعه آرمانی از نگاه آن‌ها شامل: صنعت غیرمتمرکز، مبادله مستقیم کالا، ترکیب کار یدی و فکری، آموزش فنی-تولیدی، و اصلاحات کشاورزی بود. این دیدگاه‌ها به‌تفصیل در کتاب «فتح نان» اثر کروپوتکین بیان شده‌اند.